# André Thiele
André Thiele (* 11. Juni 1968 in Hamburg) ist ein deutscher Autor, Journalist und Verleger. Von 2005 bis zur Insolvenz 2015 betrieb er den VAT Verlag André Thiele.

## Leben
Thiele wuchs in Wiesbaden und im Taunus auf, machte in Idstein Abitur und absolvierte dort seinen Zivildienst. Nach der Aufnahme in die Studienstiftung des deutschen Volkes studierte er in Mainz zunächst Medizin und wechselte dann zur Rechtswissenschaft. Thiele ist zweimal geschieden und hat eine Tochter.
Ab 1996 schrieb er Beiträge für verschiedene Zeitschriften und Agenturen, so Evangelischer Pressedienst, Droit & Affaires, Konkret, junge Welt, die tageszeitung, Frankfurter Allgemeine Zeitung und Die Zeit.
1997 nahm Thiele betreffs einer Sachfrage brieflich Kontakt zu dem Dramatiker Peter Hacks auf und unterstützte diesen fortan bis zu dessen Tod im Jahr 2003 bei literaturwissenschaftlichen Recherchen. Der gesamte Briefwechsel erschien 2012 im Eulenspiegel Verlag.
2005 gründete Thiele in Mainz den VAT Verlag André Thiele, der sich programmatisch an den Maßstäben des „klassischen, an Rationalität, Klarheit und Humanismus orientierten Denkens und Schaffens“ orientiert.
Zu den Autoren des Verlags gehörten unter anderem Joe Bageant, Léo Bardon, Felix Bartels, Alfredo Bauer, Julien Benda, Wolfgang Bittner, Michael C. Blumenthal, Wolfgang Buschmann, Philippe Claudel, Jan Decker, Philippe Delestre, Joseph Delteil, Gail Dines, Pierre Drai, Christa Estenfeld, Gottfried Fischborn, Martin Graff, Irmgard Hunt, Owen Jones, Jan Kemp, Sebastian Kiefer, Bernd Leistner, Werner Makowski, Alfred Matusche, Peter Mertens, André Müller sen., Yassin Nasri, Gunther Nickel (Hrsg.), Renate Schoof, Marion Tauschwitz, Marco Tschirpke, Mathias Ullmann, Heidi Urbahn de Jauregui, Martin Wein, Ruth Weiss und Hans Zengeler.
Überdies wurden vom Verlag Projekte betrieben, die sich mit der Erforschung und Rezeption des Dichters Peter Hacks beschäftigen, so etwa die Edition Neue Klassik und seit 2007 das halbjährlich erscheinende Hacks-Journal ARGOS.
2011 startete der Verlag eine Werkausgabe von Saul Ascher.
Der VAT Verlag André Thiele stellte 2015 „mangels wirtschaftlicher Perspektive“ seine Geschäftstätigkeit ein und wurde liquidiert.
Im Juli 2015 vermeldete Thiele die kaufmännische Insolvenz seines Verlages und zeigte sich selbst wegen Betruges und Untreue bei der Staatsanwaltschaft an. 2017 konvertierte er zum Katholizismus. Die Staatsanwaltschaft Mainz erhob am 29. Dezember 2017 Anklage wegen Untreue vor dem Landgericht Mainz.

## Werk
Autor
- André Thiele: Eine Welt in Scherben. Essays und Historien. Verlag André Thiele, Mainz 2008, ISBN 978-3-940884-06-0.
- Felix Bartels (Hrsg.): Der Briefwechsel zwischen Peter Hacks und André Thiele 1997–2003. Eulenspiegel, Berlin 2012, ISBN 978-3-359-02340-1.

Herausgeber und Übersetzer
- Dieter Krüger: „… Though they loved life“. POW-Camps in Brandenburg/Germany 1939–1945. Regionalmuseum Neubrandenburg 1992.
- André Thiele (Hrsg.): In den Trümmern ohne Gnade. Festschrift für Peter Hacks. Eulenspiegel-Verlag, Berlin 2003, ISBN 978-3-359-01532-1.
- André Thiele, Johannes Oehme (Hrsg.): Peter Hacks, Am Ende verstehen sie es. Politische Schriften 1988–2003. Eulenspiegel-Verlag, Berlin 2005, ISBN 978-3-359-01626-7.
- André Thiele (Hrsg.): ARGOS. Mitteilungen zu Leben, Werk und Nachwelt von Peter Hacks (1928–2003). Verlag André Thiele (VAT), ISSN 1865-049X (Halbjährliche Erscheinungsweise seit 2007).
- Joseph Delteil: Die paläolithische Küche. Mainz 2011, ISBN 978-3-940884-29-9.
- André Thiele (Hrsg.): Saul Ascher, Werkausgabe. Theoretische Schriften. Band 1: Flugschriften. VAT, Mainz 2011, ISBN 978-3-940884-27-5.